# John Willis Stovall
John Willis Stovall   (comtat de Montague, 1891 - comtat de Cleveland, 1953) va ser un paleontòleg estatunidenc de la Universitat d'Oklahoma. Junt amb el seu alumne Wann Langston, Jr., va donar el nom d'Acrocanthosaurus a un dinosaure teròpode l'any 1950. La majoria de la seva tasca de recerca es va centrar a la regió de Cimarron Valley de l'extrem nord-oest d'Oklahoma.

## Algunes publicacions
- Stovall, J.W., & W. Langston, Jr. 1950. Acrocanthosaurus atokensis, a new genus and species of Lower Cretaceous Theropoda from Oklahoma. American Midland Naturalist 43(4): 686-728.